# Assunta Canfora
Assunta Canfora est une boxeuse italienne née le 11 juillet 1992.

## Carrière
Sa carrière amateur est principalement marquée par une médaille d'argent remportée aux Jeux européens de 2019 dans la catégorie poids welters et une médaille de bronze remportée aux championnats d'Europe de 2018 dans la même catégorie.

## Palmarès

### Championnats d'Europe de boxe amateur
- Médaille de bronze en -69 kg en 2018 à Sofia, Bulgarie

### Jeux européens
- Médaille d'argent en -69 kg en 2019 à Minsk, Biélorussie

### Jeux méditerranéens
- Médaille d'argent en -63 kg en 2022 à Oran, Algérie

## Référence
1. ↑  (en) « CANFORA ASSUNTA :: 2ND EUROPEAN GAMES 2019 MINSK, BELARUS », sur minsk2019.by (consulté le 7 juillet 2019)